# Seznam sovjetskih letalskih asov sovjetsko-japonske mejne vojne leta 1939
Seznam sovjetskih letalskih asov sovjetsko-japonske mejne vojne leta 1939.

## A
Aleksej Kasjanovič Antonjenko - 

## D
Stepan Pavlovič Danilov - 
Viktor Josifovič Davidkov -

## G
Josif Ivanovič Gejbo - 
Sergej Ivanovič Gricevec - 
Nikolaj Vasiljevič Grinjev - 

## K
Grigorij Pantelejevič Kravčenko - 
Viktor P. Kustov - 

## L
Ivan Aleksejevič Lakejev - 

## M
Aleksander Fjodorovič Mošin -

## N
Vasilij Mihajlovič Najdjenko - 

## P
Aleksander Petrovič Pjankov - 

## R
Viktor Georgijevič Rahov - 

## S
Vitt Fjodorovič Skobarihin - 
Aleksander Ivanovič Smirnov -

## T
Vasilij Petrovič Trubačenko - 

## V
Arsenij Vasiljevič Vorožejkin - 

## Z
Aleksander Andrejevič Zajcev - 

## Ž
Nikolaj Prokofjevič Žerdjev - 